# Superpuchar Europy UEFA 2004
Mecz o Superpuchar Europy 2004 został rozegrany 27 sierpnia 2004 roku na Stadionie Ludwika II w Monako pomiędzy FC Porto, zwycięzcą Ligi Mistrzów UEFA 2003/2004 oraz Valencią, triumfatorem Pucharu UEFA 2003/2004. Valencia wygrała mecz 2:1, tym samym zdobywając Superpuchar Europy po raz drugi w historii klubu.

## Droga do meczu

### Valencia CF
| Sezon   | Rozgrywki   | Runda | Przeciwnik         | Dom     | Wyjazd  | Ogólnie |
| ------- | ----------- | ----- | ------------------ | ------- | ------- | ------- |
| 2003/04 | Puchar UEFA | 1R    | AIK Fotboll        | 1–0     | 1–0     | 2–0     |
| 2003/04 | Puchar UEFA | 2R    | Maccabi Hajfa      | 0–0     | 4–0     | 4–0     |
| 2003/04 | Puchar UEFA | 3R    | Beşiktaş JK        | 3–2     | 2–0     | 5–2     |
| 2003/04 | Puchar UEFA | 1/8   | Gençlerbirliği     | 2–0     | 0–1     | 2–1     |
| 2003/04 | Puchar UEFA | 1/4   | Girondins Bordeaux | 2–1     | 2–1     | 4–2     |
| 2003/04 | Puchar UEFA | 1/2   | Villarreal CF      | 1–0     | 0–0     | 1–0     |
| 2003/04 | Puchar UEFA | F     | Olympique Marsylia | 2–0 (N) | 2–0 (N) | 2–0 (N) |

### FC Porto
| Sezon   | Rozgrywki     | Runda   | Przeciwnik          | Dom     | Wyjazd  | Ogólnie    |
| ------- | ------------- | ------- | ------------------- | ------- | ------- | ---------- |
| 2003/04 | Liga Mistrzów | Grupa F | Partizan            | 2–1     | 1–1     | 2. miejsce |
| 2003/04 | Liga Mistrzów | Grupa F | Real Madryt         | 1–3     | 1–1     | 2. miejsce |
| 2003/04 | Liga Mistrzów | Grupa F | Olympique Marsylia  | 1–0     | 3–2     | 2. miejsce |
| 2003/04 | Liga Mistrzów | 1/8     | Manchester United   | 2–1     | 1–1     | 3–2        |
| 2003/04 | Liga Mistrzów | 1/4     | Olympique Lyon      | 2–0     | 2–2     | 4–2        |
| 2003/04 | Liga Mistrzów | 1/2     | Deportivo La Coruña | 0–0     | 1–0     | 1–0        |
| 2003/04 | Liga Mistrzów | F       | AS Monaco           | 3–0 (N) | 3–0 (N) | 3–0 (N)    |

## Szczegóły meczu
Spotkanie finałowe odbyło się 27 sierpnia 2004 na Stadionie Ludwika II w Monako. Frekwencja na stadionie wyniosła 17 292 widzów. Mecz sędziował Terje Hauge z Norwegii. Mecz zakończył się zwycięstwem Valencii 2:1. Bramkę dla Porto strzelił Ricardo Quaresma w 78. minucie. Bramki dla Valencii zdobyli Rubén Baraja w 33. minucie oraz Marco Di Vaio w 67. minucie. 
| 27 sierpnia 2004 | FC Porto · Quaresma 78' | 1:20:1Raport | Valencia CF · Baraja 33' · Di Vaio 67' | Stadion Ludwika II, Monako Widzów: 17 292 Sędzia: Terje Hauge |
|                  |                         |              |                                        |                                                               |

| Porto | Valencia |

| FC PORTO         |    |                   |     |     |
|                  |    |                   |     |     |
| BR               | 99 | Vítor Baía        |     |     |
| OB               | 22 | Jurkas Seitaridis |     |     |
| OB               | 2  | Jorge Costa (c)   | 52' |     |
| OB               | 7  | Pepe              |     |     |
| OB               | 8  | Nuno Valente      |     |     |
| PO               | 18 | Maniche           |     |     |
| PO               | 6  | Costinha          |     |     |
| PO               | 4  | Hugo Leal         |     | 61' |
| NA               | 77 | Benny McCarthy    | 40' | 72' |
| NA               | 41 | Hélder Postiga    |     |     |
| NA               | 19 | Carlos Alberto    |     |     |
| Rezerwowi:       |    |                   |     |     |
| BR               | 13 | Nuno              |     |     |
| OB               | 3  | Pedro Emanuel     |     |     |
| OB               | 5  | Ricardo Costa     |     |     |
| PO               | 10 | Ricardo Quaresma  | 72' | 61' |
| PO               | 12 | César Peixoto     |     | 72' |
| PO               | 33 | Raul Meireles     |     |     |
| NA               | 29 | Hugo Almeida      |     |     |
| Trener:          |    |                   |     |     |
| Víctor Fernández |    |                   |     |     |

| VALENCIA CF     |    |                    |     |     |
|                 |    |                    |     |     |
| BR              | 1  | Santiago Cañizares |     |     |
| OB              | 23 | Curro Torres       |     |     |
| OB              | 17 | David Navarro      | 16' |     |
| OB              | 5  | Carlos Marchena    |     |     |
| OB              | 15 | Amedeo Carboni     | 90' |     |
| PO              | 19 | Francisco Rufete   |     |     |
| PO              | 8  | Rubén Baraja       |     |     |
| PO              | 6  | David Albelda (c)  | 40' |     |
| PO              | 14 | Vicente            |     |     |
| NA              | 9  | Bernardo Corradi   |     | 89' |
| NA              | 11 | Marco Di Vaio      |     | 77' |
| Rezerwowi:      |    |                    |     |     |
| BR              | 13 | Andrés Palop       |     |     |
| OB              | 12 | Marco Caneira      |     |     |
| PO              | 7  | Stefano Fiore      |     |     |
| PO              | 16 | Mohamed Sissoko    |     |     |
| PO              | 21 | Pablo Aimar        |     | 89' |
| NA              | 18 | Xisco              |     |     |
| FW              | 20 | Mista              |     | 77' |
| Trener:         |    |                    |     |     |
| Claudio Ranieri |    |                    |     |     |

| Superpuchar Europy (2004) |
| ------------------------- |
| Hiszpania                 |
| Valencia CF Drugi Tytuł   |